# Rifargia aliciata
Rifargia aliciata är en fjärilsart som beskrevs av William Schaus 1937. Rifargia aliciata ingår i släktet Rifargia och familjen tandspinnare. Inga underarter finns listade.